# Renate Möcke
Renate Möcke (geboren 16. Januar 1952; gestorben 8. Juni 2021) war eine deutsche Juristin und Richterin.

## Beruflicher Werdegang
Ab Anfang der 1980er-Jahre war Renate Möcke Richterin am Landgericht Berlin, zuletzt Vorsitzende Richterin.
Im Mai 1997 wurde die promovierte Juristin auf Vorschlag der SPD-Fraktion vom Berliner Abgeordnetenhaus zum Mitglied des Verfassungsgerichtshofs des Landes Berlin gewählt. Sie übte das Amt bis Juni 2004 aus.
In den Jahren 1999/2000 war das Amt des Vizepräsidenten am Berliner Landgericht neu zu besetzen. Der Richterwahlausschuss favorisierte Renate Möcke, doch die Justizverwaltung unter der Führung des Regierenden Bürgermeisters Eberhard Diepgen wollte, so die Meinung unter Juristen, sie keinesfalls ernennen. Möglicherweise standen dahinter parteipolitische Motive, da die parteilose Renate Möcke zwei Jahre zuvor von der SPD für den Verfassungsgerichtshof vorgeschlagen worden war. Unter dem vormaligen Justizsenator Ehrhart Körting war Renate Möcke sogar als Landgerichtspräsidentin im Gespräch, doch dieses Amt wollte sie nicht. Als der neue Gerichtspräsident Peter-Joachim von Drenkmann ernannt war, kandidierte sie als Vizepräsidentin. Justizsprecher Carsten Ziegler betonte, es gebe keine Verbindung zwischen Möckes Rückzug aus der Bewerbung und einem umstrittenen Brief der Vorsitzenden Richterin in dem Verfahren gegen Manfred Grätz.
Nach den Berliner Wahlen 2006 war Renate Möcke als Kandidatin für das Amt der Berliner Justizsenatorin im Gespräch.

## Verfahren
Im Juli 1998 verurteilte die Strafkammer am Berliner Landgericht unter dem Vorsitz von Renate Möcke wegen der Schüsse an der Berliner Mauer vier einstige DDR-Spitzenfunktionäre zu Bewährungsstrafen. Das Berliner Landgericht sprach den SED-Funktionär Wolfgang Herger und drei DDR-Militärs der Beihilfe zum Totschlag schuldig. Die Angeklagten waren im Kollegium des DDR-Verteidigungsministers an Befehlen zur Grenzsicherung beteiligt. Dadurch waren 1987 und 1989 zwei junge Männer an der Grenze zu West-Berlin erschossen worden, unter ihnen der letzte Mauertote, Chris Gueffroy. Der Generalleutnant und stellvertretende Verteidigungsminister Manfred Grätz erhielt ein Jahr und drei Monate, der Generalleutnant Heinz Tappert ein Jahr Haft auf Bewährung. Zu zwei Jahren auf Bewährung wurde der einstige Vize-Verteidigungsminister Horst Brünner verurteilt, der Leiter der Abteilung Sicherheit im Zentralkomitee der SED Wolfgang Herger erhielt ein Jahr und zehn Monate als Bewährungsstrafe. Nach Ablauf der Bewährungsfrist im Sommer 2000 schrieb die Richterin an Manfred Grätz einen Brief, in dem sie sich für eine positive Reaktion nach dem Urteil bedankte.

## Ämter und Mitgliedschaften
Renate Möcke war Mitglied im Berliner Richterwahlausschuss, verzichtete aber 2009 gegenüber der Senatsverwaltung für Justiz auf ihre Mitgliedschaft, woraufhin diese im Juni 2009 erlosch.

## Publikationen (Auswahl)
Gleichberechtigung und das 1. EheRG. Heidelberg, 1980 (Dissertation)